# Étevaux
Étevaux é uma comuna francesa na região administrativa da Borgonha-Franco-Condado, no departamento de Côte-d'Or. Estende-se por uma área de 8,82 km². Em 2010 a comuna tinha 321 habitantes (densidade: 36,4 hab./km²).